# 刘菲
刘菲（1956年11月—），江苏南京人，中华人民共和国外交官，曾任中华人民共和国驻密克罗尼西亚联邦特命全权大使。

## 生平
1980年，毕业于北京外国语学院英语系，进入中华人民共和国外交部工作，先后在外交部教育培训司、驻斐济大使馆、外交部北美大洋洲司任职，期间在澳大利亚国立大学进修2年。2000年，任驻巴布亚新几内亚大使馆参赞。2002年，任外交部北美大洋洲司参赞。2005年4月，出任中华人民共和国驻布里斯班领事。2006年10月，出任中华人民共和国驻密克罗尼西亚联邦大使。2009年，任外交部大使。2011年12月，出任中华人民共和国驻温哥华总领事。2017年8月，自驻温哥华总领事离任。

## 家庭
已婚，有一子。